# Apostille
Ne doit pas être confondu avec Exequatur.

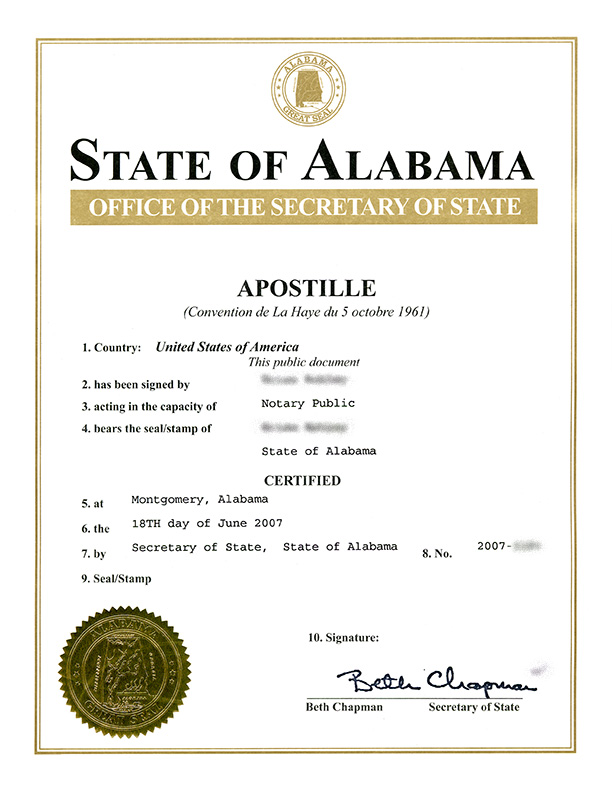
Exemple d'une apostille

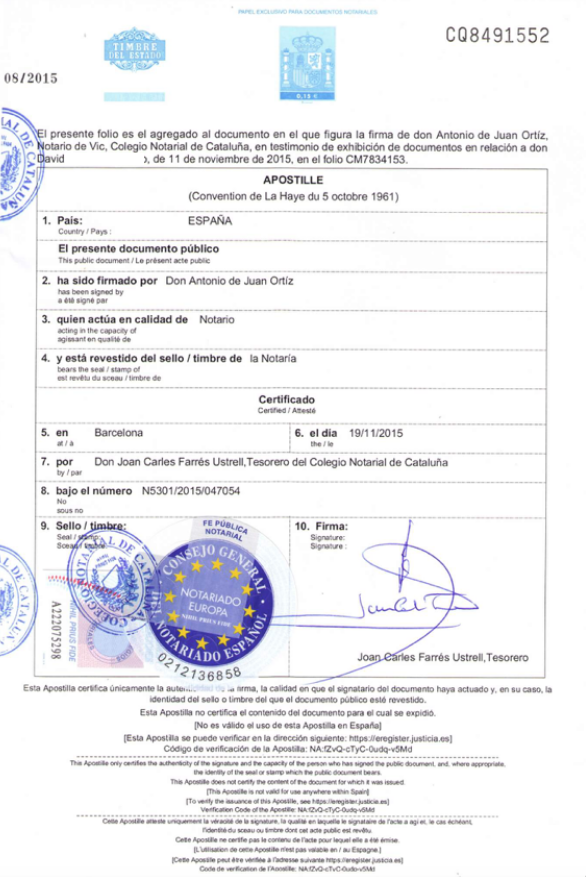
Une apostille officielle de record du monde émise par les autorités catalanes

Une apostille est un addendum en marge ou au bas d'un écrit (type post-scriptum). Le terme vient du bas-latin postilla : note, explication. Le verbe « apostiller », utilisé en terminologie juridique, découle du terme apostille.

## Droit
Pour les pays signataires de la Convention de La Haye du 5 octobre 1961 (en), l'apostille remplace par une formalité unique l'exigence de légalisation d'un acte officiel en provenance d'un autre pays, lorsque cela est nécessaire (exemples : actes notariés, état civil…), sous la forme d'un cachet portant la mention Apostille.
À noter que : « Le titre "Apostille (Convention de La Haye du 5 octobre 1961)" devra être mentionné en langue française. » (article 4 de la convention).
L'apostille est nécessaire dans le cas de procédure d'adoption ou de naturalisation. Il convient d'obtenir auprès du ministère des Affaires étrangères du pays signataire de la Convention de La Haye les coordonnées de l'organisme en mesure de délivrer les apostilles.

### Belgique
Une apostille en Belgique est un courrier particulier sous la forme généralement d'une feuille A4 pliée en deux entourant un dossier judiciaire et servant aux magistrats à demander des compléments d'informations à un service de police. Les apostilles sont, par exemple, des demandes d'audition de témoins, ou de suspects, par la police locale de la zone où réside la personne.

### France
L'apostille est délivrée à partir de 2023 par un notaire, ou dans quelques cas particuliers, par le procureur général territorialement compétent.

## Modèle
La convention donne un modèle avec un carré de 9 cm de côté minimum et contenant les informations suivantes. 
1 Pays.
2 Le présent acte public a été signé par (...).
3 agissant en qualité de  (...). 
4 est revêtu du sceau/timbre de (...).  
Comme il est attesté
5 Lieu.
6 Date. 
7 Signataire.
8 Numéro.
9 Sceau/timbre.
10 Signature.